# Uri-partij
De Uri-partij (Engels: Uri party, Koreaans: Yeolin uri dang) was een progressieve politieke partij die in Zuid-Korea tussen 2004 en 2007 regeerde.
De partij ontstond in 2003, toen enkele dissidenten uit de Millennium Democratische Partij stapten. In 2004 haalden ze de meerderheid van de stemmen. In 2007 ging de partij samen met de Verenigde Nieuwe Democratische Partij, wat uiteindelijk de Democratische Partij werd.